# Santa Maria di Sala
Santa Maria di Sala ist eine italienische Gemeinde mit 17.386 Einwohnern (Stand 31. Dezember 2023) in der Metropolitanstadt Venedig der Region Venetien.
Sie bedeckt eine Fläche von 27,97 km².

## Städtepartnerschaften
Zwischen Santa Maria di Sala und der kroatischen Stadt Hvar besteht eine Städtepartnerschaft.

## Töchter und Söhne der Stadt
- Antonio Bevilacqua (1918–1972), Radrennfahrer
- Alfredo Sabbadin (1936–2016), Radrennfahrer
- Arturo Sabbadin (* 1939), Radrennfahrer
- Attilio Benfatto (1943–2017), Radrennfahrer
- Luciano Favero (* 1957), Fußballspieler